# 骄傲游行
骄傲游行（英語：Pride parade），或稱同志遊行（英語：Gay Pride），是LGBT群体（包括男同性戀，女同性戀，雙性戀、跨性別、雙性人、酷兒、無性戀等）为了支持LGBT权利所举行的巡游庆典。骄傲游行的地点及日期各有不同，大約在6至7月，一般多在同性戀自豪日及相近日子举行以纪念石墙运动。
骄傲游行比较出名的城市包括伦敦、巴黎、纽约、洛杉磯、旧金山、臺北、溫哥華、多伦多、蒙特利尔和悉尼。

## 簡介
酷儿社区通常会每年举行一次游行。有时游行的内容还包括表演、舞蹈、街道派对或类似的活动。大部分骄傲游行在夏天举行，通常在6月，以纪念美國的石墙骚乱。
骄傲游行是从由酷儿们发动的争取他们权利的运动中发展起来的。很多游行仍然有这种特征。特别是在同性恋權利活动不太积极的地方，以及在同性戀人士遭到打壓的國家中，遊行者則以爭取權利為主，避免過份宣揚及顯露引致政府的打壓。
在很多同運积极的地方，游行以一种特有的甚至类似于四旬斋戒的特征举行。大型的游行包括有花车、舞蹈演员、男扮女装的酷儿、通过扩音器播放的音乐以及来自各种各样酷儿组织的游行队伍。一些重要的骄傲游行甚至得到政府或公司的赞助，以推廣反歧視及多元包容的社會，并发展成为一项吸引游人的旅游节目，因此遊行具有日益濃厚的商業色彩，使遊行不再具備同性戀特性，參與者也不一定要是同性戀者。
一部分的同性恋者並不同意骄傲游行，亦不會參與，特别是带有节日色彩的游行，并认为这是一种粗俗的炫耀性取向的活动，是一种以不合适的方式对性和奇异行为的强调。他们通常认为这是使同性恋权利受损的起因，以及遊行因有大量異性戀者的參與而模糊化焦點。有人则不认同这种观点，他们认为这样可以引起同性恋恐惧者们的注意，并争论说异性恋者在364天以外的游行上看到骄傲游行可以提高同性恋的可视度和对同性恋问题的讨论。还有人认为与其把它当作所有同性恋日常生活的代表，不如把它认为是一个狂欢节。此外，骄傲游行在西方國家日益商業化，使遊行不再像早年般具有抗爭的色彩。

## 首次骄傲游行
1970年6月27日，芝加哥同性恋解放组织计划举行从华盛顿广场公园到密歇根大道与芝加哥大道交汇处的水塔，后许多参与者自发地向市民中心广场进发。同日旧金山也举行了游行，第二天洛杉矶也随即举行游行。

## 各地的骄傲游行

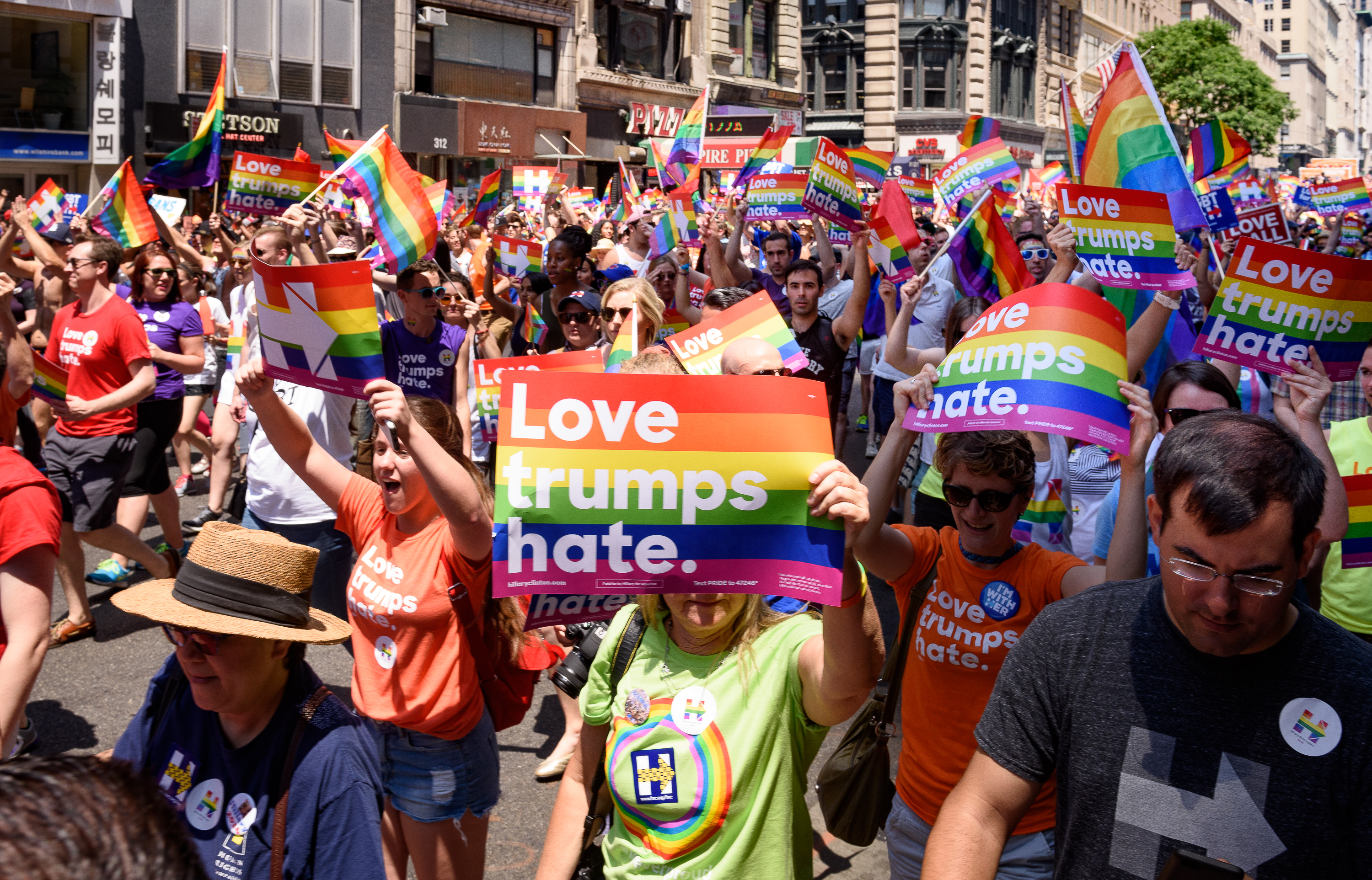
2016年紐約同志大遊行：「愛戰勝仇恨」

### 美國
全球最歷史最悠久的兩個同志大遊行，始於1970年的紐約市與加州的西荷里活（West Hollywood）的遊行。加州的驕傲遊行雖然一開始在荷里活舉行，但西荷里活於1984年自洛杉磯市獨立出來成為全美第一個同志都市之後，便移至西荷里活舉行至今。

### 台湾
2003年11月1日台湾首次骄傲游行于台北举行，约一千人参加。2008年9月参加人数一举增加至一万八千余人。2009年游行以“同志爱很大”为名举行约五千人参加。而台湾同性婚姻合法化后首次骄傲游行更是约有20万人参与，成为东亚最大的骄傲游行。2023年10月28日第21届台湾同志游行在台北举行，据主办方称，游行现场约有15万人共襄盛举。